# Histoire du football en Afrique française du Nord
 (septembre 2017).
Si vous disposez d'ouvrages ou d'articles de référence ou si vous connaissez des sites web de qualité traitant du thème abordé ici, merci de compléter l'article en donnant les références utiles à sa vérifiabilité et en les liant à la section « Notes et références ».
 (février 2023).
- Si vous ne connaissez pas le sujet, laissez ce bandeau (vous pouvez alors contacter les auteurs).
- Si vous supprimez le contenu mis en cause (vous pouvez préalablement contacter les auteurs),

argumentez précisément cette suppression dans la page de discussion
(un manque de référence n'est pas un argument ; une recherche réelle de référence doit avoir été effectuée, être formellement documentée).
L'histoire du football en Afrique française du Nord est étroitement liée à celui du football français. Lorsque le football fit son apparition en France durant l'année 1872, celui-ci apparut à son tour naturellement vers l'année 1894 en Afrique du Nord, région du monde soumise à l'autorité française. Le football s'y développa donc progressivement durant plus d'un demi-siècle avec la création d'un grand nombre de clubs mais aussi d'organismes qui régirent sa pratique lors de compétitions départementales et inter-régionales. Puis il vit sa fin au cours l'année 1962 date de l'indépendance de l'Algérie, dernier territoire nord-africain qui se défit de l'autorité française et qui vit donc la fin du football d'époque coloniale en Afrique du Nord française

## Repères historiques

### Apparition des premiers clubs (depuis 1882)
Le 11 avril 1882 est créé le premier club omnisports, L'Oranaise Club, il est le doyen des clubs d'Algérie et d'Afrique du Nord française (Maghreb actuellement) et fait partie des premiers clubs en Afrique. Le 14 avril 1894 voit la fondation du Club des Joyeusetés d'Oran, il crée le 10 juillet 1897 sa section football. Quelques mois auparavant, le 5 février 1897 est fondé le Club athlétique d'Oran avec sa section football. Ces clubs sont considérés comme les tout premiers clubs nord-africains.

### Le refus du communautarisme (1928-1939)[2]
La France a toujours véhiculé un principe de laïcité, qu'elle acquis lors de la Révolution française et qui s'appliquait dans tous les territoires soumis à son autorité. Ce principe repose en partie sur la notion de séparation entre l'église et l'état, toutefois son application dans le sport et particulièrement dans le football, se traduisit dans une lutte contre toutes formes de communautarisme. Tous les clubs de sports à cette époque, que ce soit en métropole ou dans les colonies, étaient tous des associations sportives de type omnisports, régies par la loi de 1901. Il n'existait pas dans les clubs européens de clivage entre colons et musulmans car la pratique du sport était ouverte à tous. Lorsque des clubs entièrement musulmans ou israélites sont apparus sans même la présence d'européens au sein de leurs effectifs, l'administration française en place craignait que des clivages communautaires se forment. D'ailleurs les rencontres en football de type « derby » entre club colons et musulmans représentaient alors un énorme risque. Le sport étant universelle en plus d'être un symbole, il était inconcevable pour le gouvernement colonial qui prônait les valeurs de la république française, d'accepter tout marquage identitaire.
Afin d'atténuer cette tendance identitaire plusieurs circulaires furent éditées entre les années 1928 et 1936, obligeant les clubs musulmans à se défaire de tout communautarisme. L'une d'elles concernait le terme musulman dans les noms de clubs. Il était dérangeant pour l'administration coloniale de voir le mot musulman dans des noms de clubs ; la première circulaire de 1928 stipulait qu'à côté de ce mot devait apparaître le terme français, ou du moins la lettre F dans leurs sigles. Ainsi certains changements furent observés avec l'exemple de plusieurs clubs en Algérie, comme l'USM Blida renommé en USFM Blida (Union sportive franco-musulmane de Blida). Cela eut un effet très négatif et fit naître un sentiment de révolte de la part des clubs musulmans qui se sentirent opprimés. Certaines rencontres de football entre équipes de deux ethnies différentes furent particulièrement houleuses, accompagnées de l'intervention de l'armée.

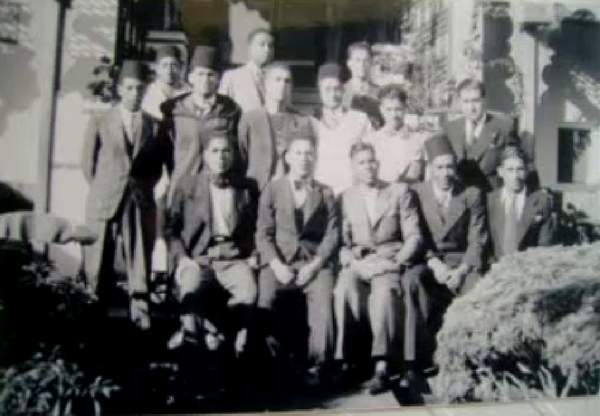
Les membres fondateurs de l'Union sportive musulmane d'Oran en 1926.

En se rendant compte des conséquences que cela pouvait avoir avec une telle circulaire, le gouvernement colonial trouva de nouveau la parade afin d'empêcher tout soulèvement populaire. En effet une deuxième circulaire en 1930 obligea toute associations sportives musulmanes d'intégrer dans leurs effectifs un quota de joueurs colons, avec d'abord trois joueurs puis cinq lors d'une troisième circulaire en 1935. De plus avec la circulaire de 1936, on demanda à ces clubs d'avoir dans leurs structures dirigeantes des français sous peine d'être dissoutes. Par ailleurs certaines rencontres furent annulées pour cause de non-respect de quotas comme ce fut le cas lors de la rencontre à Oran entre le CAL Oran (colon) et l'USM Oran (musulman) en mars 1936. Ces circulaires d'un point de vue sportif furent terribles entraînant la plupart du temps la cessation de toutes activités de certains clubs à Oran (avec l'exemple de l'OCF Oran, un club juif qui fut contraint à l'arrêt), mais également à Tlemcen, Mascara et Mostaganem. Les clubs les plus expérimentés comme le MC Alger ou l'USM Oran sachant qu'ils ne gagneraient rien à se révolter, se soumirent sans rechigner en incluant des joueurs et des dirigeants français.
Ce dernier combattra tout de même pour le droit aux clubs musulmans de réaffirmer leur identité. Grâce au soutien des élus locaux et des autres dirigeants de clubs colons qui craignaient un appauvrissement du championnat de la Ligue d'Oran, l'USM Oran permit non seulement aux autres associations sportives musulmanes de survivre mais d'en créer d'autres comme l'USM Témouchent. Celui-ci vit le jour en 1937 présidée par Jacques Cohen; une autre association sportive l'USFA Tlemcen apparut à son tour, avec une structure dirigeante mixte composée de dignitaires tels que Mohamed El Hassar, Benouda Abiayad, Charles Guigui, Ludovic Frezouls, Gilbert Kircks; exemple de bonne cohabitation entre musulmans et colons. Néanmoins, malgré quelques hésitations de l'administration colonial à restaurer la politique des quotas aussi bien en Algérie que dans le reste de l'Afrique du Nord, les clubs musulmans continuèrent à réaffirmer leur identité communautaire.

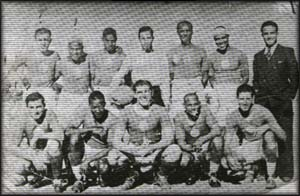
Équipe du Wydad de Casablanca en 1939.

Au Maroc la situation était encore plus délicate, car les clivages existaient si bien que les colons refusaient de se mélanger avec les musulmans. Le cas de la création du Wydad de Casablanca est édifiant à plus d'un titre car l'origine est un conflit que l'on peut qualifier d'inter-ethnique. Le port de Casablanca grand centre économique à cette époque était entourée de plusieurs piscines favorisant la pratique du sport. Pour y accéder il fallait faire partie d'un club, dont la plupart était tenus par des colons.

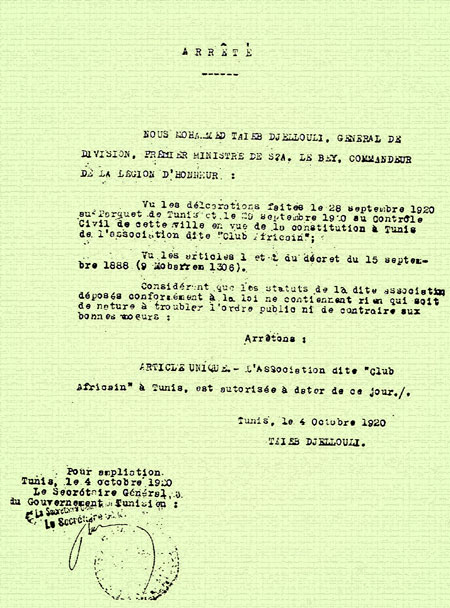
Arrêté autorisant la mise en activité du Club africain édité le 4 octobre 1920.

À partir de l'année 1935, les installations furent ouvertes aux marocains musulmans et israélites qui purent en profiter à condition de s'inscrire dans l'un de ces clubs. Lorsque le nombre de musulmans augmenta rapidement, les autorités françaises s'en inquiétèrent et leurs interdirent l'accès. Cet évènement fit germer l'idée de créer un club destiné uniquement aux musulmans et les futurs dirigeants du WA Casablanca , grâce à l'aide de juifs marocains, décidèrent donc d'en faire les démarches aux autorités de l'époque. Celles-ci furent à chaque fois infructueuses et demeurèrent sans réponse. Il aura fallu finalement l'intervention d'une association franco-marocaine et la décision du résident général Charles Noguès, afin d'obtenir l'agrément nécessaire à son existence.
En Tunisie, les problèmes d'inscriptions étaient moins complexe qu'en Algérie ou au Maroc. Le souci principal demeurait dans l'appellation des clubs qui souhaitaient eux aussi affirmer une identité culturelle différente de celle de la république française. L'exemple du Club africain renseigne lui aussi sur les difficultés que pouvaient avoir les associations musulmanes pour exister. Durant l'année 1919, les dirigeants du club voulaient enregistrer sa naissance sous le nom de Club islamique africain. Son appellation fut contestée car le terme islamique ne convenait pas du tout. Finalement un an plus tard, le club sacrifia son nom pour exister sous celui de Club africain. On constate donc une certaine similitude avec les clubs des ligues algériennes concernant les noms de clubs, d'autre part dès sa création en 1920, le club fut contraint de nommer à sa tête un président français ce qui nous rappelle les circulaires répressives des années 1930 en Algérie.  Cette réglementation stricte semblait uniforme à tout le territoire tunisien puisque d'autre clubs comme l'Espérance sportive de Tunis (qui portait le nom à sa création de Café de l’Espérance), fut sommer lui aussi de nommer un dirigeant français à sa tête pour pouvoir exister, ce qui fut fait en la personne de Louis Montassier.

### L'arrêt des compétitions en Afrique du Nord (1940-1945)
Durant la guerre, les autorités coloniales décidèrent de suspendre leurs directives sur les quotas pour calmer les esprits, mais limitèrent le nombre d'adhésion de nouvelles associations sportives musulmanes. Lorsque la France déclara la guerre à l'Allemagne Nazie le 3 septembre 1939, la mobilisation générale fut décrétée. En métropole aussi bien que dans les territoires d'outre-mers, et donc en Afrique française du Nord, les compétitions footballistiques et sportives de grandes envergures telles que le championnat d'Afrique du Nord ou la coupe d'Afrique du Nord s'arrêtèrent. Les autres compétitions à l'échelle régionale organisées par chacune des ligues nord-africaines de football continuèrent de se dérouler, mais l'heure n'était plus ni au sport ni aux conflits inter-ethniques. Il faudra d'ailleurs attendre la fin de ce conflit qui trouva son terme dans ce que l'histoire aura retenu de drôle de guerre, qui prit fin avec la signature d'un armistice le 22 juin 1940 par le Maréchal Pétain, pour voir de nouveau la vie reprendre son cours ainsi que les grandes compétitions sportives et footballistiques. Durant cette période un certain nombre de clubs, musulmans pour la plupart, apparaissent ici et là, et doivent se soumettre aux directives des circulaires éditées précédemment. C'est ainsi que l'on vit naître la JSM Tiaret qui fut contrainte d'incorporer des joueurs européens tels les Chabal, Bouyoko, Dié et Mico. Il en fut de même avec l'USM Khenchela qui comptait dans ses rangs les joueurs Baguer, Spinozza et Banider européens également.
Cette dernière vit le jour durant l'année 1943, année qui également se dérouler le débarquement allié en Afrique du Nord, la fameuse « Opération Torch ».

## Organismes et compétitions de football
L'histoire des organisations communes aux ligues nord-africaines est aussi vieille, plus vieille même que celles des ligues nord-africaines elles-mêmes puisque, avant la naissance de la FFFA, les comités régionaux d'Alger, de Constantine, d'Oran et de Tunis disputaient déjà un championnat d'Afrique du Nord sous l'égide de l'USFSA. Certes le Maroc n'entra en lice qu'en 1926, la Tunisie se retira entre les années 1927 et 1937, mais l'idée était en marche, la nécessité de compétitions inter-régionales de ce côté de la Méditerranée s'imposait avec force à des ligues condamnées par leurs positions géographiques à vivre ensemble. L'Union des ligues nord-africaines de football ou ULNA, à laquelle restera attaché le nom du président Louis Rivet, devait amplifier son action et mettre plusieurs réalisations à son actif : le Championnat d'Afrique du Nord junior, le Championnat d'Afrique du Nord corporatif, le Tournoi des ligues nord-africaines et surtout la Coupe d'Afrique du Nord qui obtint le même succès que son aînée la Coupe de France.
Puis au vent de l'histoire, la Tunisie et le Maroc, s'érigèrent en fédérations autonomes marquant la fin de l'ULNA en 1956. L'union des ligues algériennes de football ou ULAF, prendra la relève avec la lourde mission au milieu des remous causés par la rébellion, de « maintenir » les relations inter-ligues avec une Coupe d'Algérie, diminuée mais ô combien attachante. Toutefois ni l'ULNA, ni l'ULAF n'avaient été reconnues officiellement par la Fédération. Aussi est-ce à une commission spéciale qu'était confiée en 1959, l'organisation de la poule algérienne du championnat de France amateur. L'illogisme d'un tel système ne pouvait durer. Un Comité d'Organisation et de liaison des ligues algériennes ou COLLA se substituait donc aux deux organismes existants. Dans sa réunion du 18 juin 1960, le Bureau Fédéral en approuvait le règlement et le chargeait de la gestion des épreuves fédérales en Algérie de toutes les compétitions strictement inter-ligues de même que les questions fédérales. Les divisions inférieures par contre demeurèrent sous la gestion des trois ligues restantes. Cette structure du football nord-africain fut la dernière de l'époque coloniale et prit fin avec l'indépendance de l'Algérie en 1962.

### L'Union des Ligues et ses compétitions

#### Le Championnat d'Afrique du Nord de football (1921-1955)

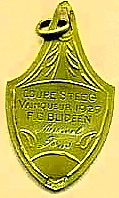
Médaille d'or personnalisé remise aux joueurs du, vainqueurs du Challenge Steeg de l'édition 1928-1929

Le Championnat de l'Afrique du Nord était la plus grande et la plus ancienne compétition inter-régionale de cette époque. Elle se disputa entre les champions des ligues algériennes (Alger, Oran, Constantine) et celui de la division supérieur de la ligue de Tunisie, avant 1914 sous les règles de l'Union des Sociétés Françaises de Sports Athlétiques.
Après la guerre en 1919, toutes les ligues ayant adhéré à la Fédération Française de Football Association, entité qui remplaça la défunte USFSA, ce championnat continua à se dérouler et monsieur Théodore Steeg, gouverneur général de l'Algérie (entre 1921 et 1925), dota la compétition d'un bronze (d'où le nom « Challenge Steeg ») dont le club champion en avait la garde pendant un an. Au cours de l'année 1926, la ligue du Maroc demanda à entrer dans la compétition et les clubs que constituaient cette ligue eurent donc l'autorisation de participer à celle-ci. Un an après soit durant l'année 1927, la ligue de Tunisie décida de se retirer de la compétition à la suite de mécontentement. Finalement après de longs pourparlers et dans l'intérêt du sport nord-africain cette ligue reviendra dans le Championnat six ans plus tard soit durant l'année 1933. Depuis cet épisode quelque peu mouvementé, le Championnat d'Afrique du Nord de football demeura bien celui des champions de divisions honneurs des cinq ligues nord-africaines et cela jusqu'à sa dernière édition en 1955. Entre-temps de 1939 à 1945 excepté l'année 1942, la compétition s'arrêta durant la Seconde Guerre mondiale par solidarité envers les engagés dont une bonne part furent nord-africain (Débarquement allié en Afrique du Nord). Toutefois, des critériums de guerre dans chacune des ligues nord-africaines apparurent comme en France et se déroulèrent durant cette période de trouble. En 1946, les ligues décidèrent d'attribuer le bronze offert par Théodore Steeg définitivement au club marocain ayant pour nom, l'Union sportive Marocaine. Elles changèrent également le nom de la compétition avec comme nouveau sous-titre, Louis Rivet (d'où le nom « Challenge Louis Rivet »), en hommage au président de l'Union des ligues nord-africaines de football par ses nombreux services rendus pour la promotion du football et du sport en Afrique du Nord. Les évènements survenues lors de la finale de l'autre compétition inter-régionale en 1956 de la Coupe d'Afrique du Nord de football combinées aux indépendances du Maroc et de la Tunisie marquèrent la fin de cette compétition inter-ligues qui se déroula durant plus de quarante ans.

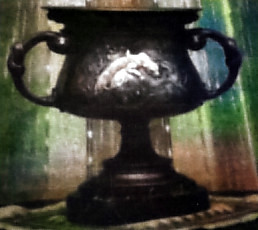
Challenge Théodore Steeg (1921-1945)
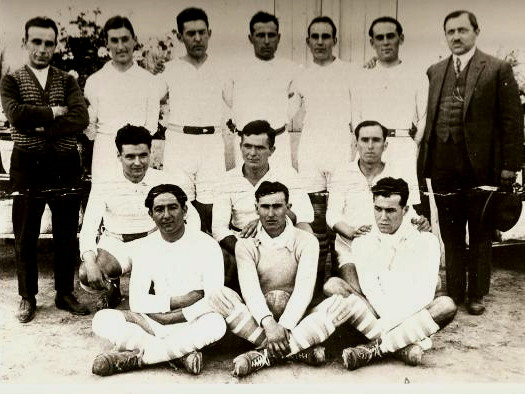
SC Bel-Abbès vainqueur du Challenge Théodore Steeg des années (1923 à 1926)
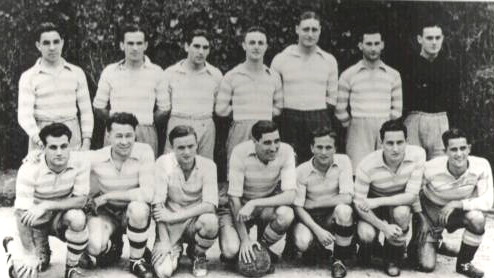
RU Alger vainqueur du Challenge Théodore Steeg éditions (1935 et 1939)
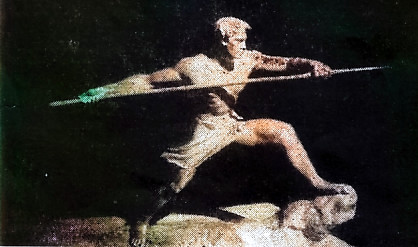
Challenge Louis Rivet (1946-1956)
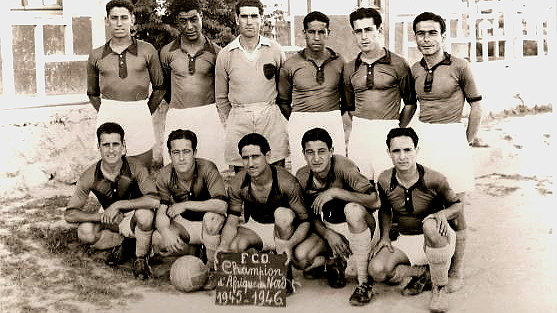
FC Oran vainqueur du Challenge Louis Rivet édition (1945-1946)
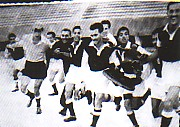
ESFM Guelma vainqueur du Challenge Louis Rivet, édition (1954-1955)

Durant ces trente éditions des deux challenges qui se déroulèrent durant la période 1920-1956, on note une certaine hégémonie des clubs issus des ligues algériennes de football qui remportèrent vingt-deux trophées et perdirent neuf fois en finale. Sur les vingt-deux poules finales disputées à partir de 1928, les clubs de la ligue marocaine ne furent pas en reste et remportèrent huit victoires et échouèrent à sept reprises en finale. La plus marquante des victoires marocaines demeure celle de 1942 durant laquelle l'US Marocaine s'imposa face au CDJ Oran emmené par sa vedette Larbi Ben Barek. Par contre la Tunisie n'eut aucune victoire sur les cinq finales atteintes donc deux disputés par le CS Hammam Lif en 1951 et 1954. En ce qui concerne les ligues algériennes, la ligue d'Oran de football dominait largement ce championnat avec onze victoires dont sept pour le seul club colon ayant pour nom SC Bel-Abbès. Les clubs de la ligue d'Alger de football ont également brillé avec leurs neuf victoires dont quatre remportées par le GS Alger. En revanche les clubs de la ligue de Constantine de football ne réalisèrent que deux finales, une perdue par la JAC Bône face à l'US Marocaine et une remportée par l'ESFM Guelma face au WA Casablanca.

#### La Coupe d'Afrique du Nord de football (1930-1956)

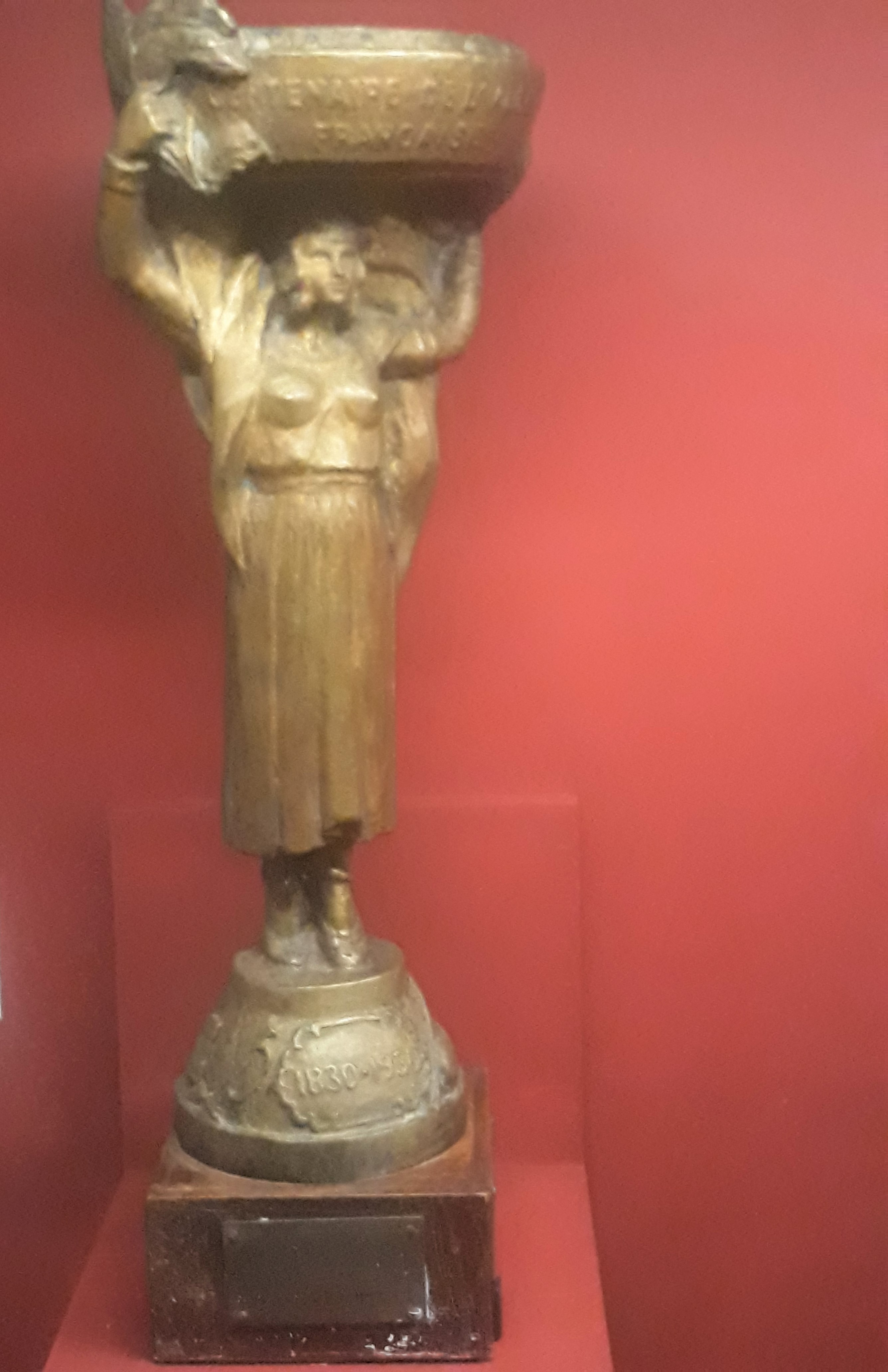
Trophée de la Coupe d'Afrique du Nord de football.

La Coupe d'Afrique du Nord de football était la deuxième compétition inter-régionale à cette époque. Créée en 1930 afin de célébrer le centenaire de l'Algérie française, cette coupe rassemblait les vainqueurs des coupes départementales des cinq ligues nord-africaines de football que sont les ligues du Maroc, d'Oran, d'Alger, de Constantine et de Tunisie. Cette compétition qui connut un immense succès populaire fut organisée sur le même modèle que celui de la Coupe de France, dont l'ULNAF en avait la gestion, sous tutelle de la FFFA. Au cours d'une saison les ligues nord-africaines s'occupaient de leurs propres éliminatoires avec la gestion d'une coupe départementale (Coupe du Maroc de football pour le Maroc, Coupe de Tunisie de football pour la Tunisie, Coupe Forconi de football pour Alger, Coupe d'Oranie de football pour Oran, etc.). L'année suivante, au cours de la saison, le tournoi final était organisé par l'ULNAF; le tenant du titre avait le droit de défendre son dû et pouvait être accompagné soit du finaliste de l'épreuve écoulée dans la coupe départementale si jamais il gagnait de nouveau ce trophée départementale, soit par le vainqueur si ce n'était pas lui. À noter également que les participants qui avaient aussi des échéances dans les compétitions de leurs ligues respectives se voyaient faciliter la tâche avec comme privilège de sauter des tours intermédiaires dans les coupes départementales, ou bien des reports dans des journées de championnats. De 1954 à 1956, les clubs nord-africains furent autorisés à participer à la coupe de France, et cela ne concernait que les clubs des deux premiers niveaux d'une ligue. Cela dit, malgré la bénédiction de la fédération française de football, cette épreuve phare en Afrique du Nord ne fut pas boudée pour autant.
Jusqu'en 1956, vingt éditions de cette compétition sur vingt-six possibles se déroulèrent. Cela s'explique par les différentes interruptions qu'il y a eu pour cause de guerre. Lorsque la France déclara la guerre à l'Allemagne nazie en 1939, la mobilisation générale fut  décrétée et les compétitions sportives s'arrêtèrent aussi bien en métropole que dans les colonies. Lorsque la France fut défaite et qu'elle capitula la personne du Maréchal Pétain, la vie reprit donc son cours de même que les compétitions sportives. Toutefois un débarquement des troupes anglo-américaines eut lieu en Afrique du Nord avec le recrutement d'un important contingent de combattants nord-africains. Les ligues nord africaines de football décidèrent donc d'un arrêt des compétitions nord-africaines mais continuèrent l'organisation de leurs propres compétitions régionales. La compétition reprendra finalement à la fin de guerre et se déroulera sans interruptions jusqu'à l'année 1956, année de sa disparition. Des vingt finales de cette compétition, une seule ne sera pas jouée à cause des évènements survenus durant la finale du 13 mai 1956. En effet les deux clubs de Sidi-Bel-Abbès, le Sporting Club Bel-Abbès (club colon) et l'Union Sportive Medinat Bel-Abbès (club musulman) devaient s'affronter. La présence du joueur Gros capitaine du SCBA alors qu'il était suspendu provoqua l'ire des usmistes qui déclarèrent forfait devant cette incompréhension. Cette réaction fut l'occasion pour le FLN de lancer un appel au boycott général aux clubs musulmans en signe de protestation. Cet évènement conjugué aux indépendances du Maroc et de la Tunisie sonneront le glas de cette deuxième compétition inter-ligue mais sera remplacé par une Coupe d'Algérie destinée aux clubs des ligues algériennes restantes.

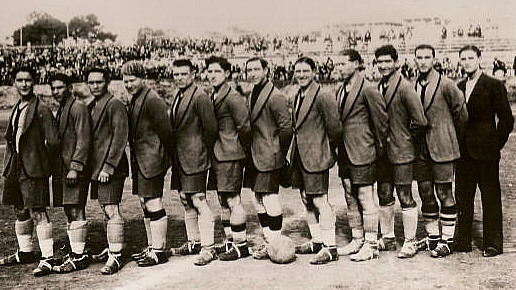
CDJ Oran 4 X vainqueur de la Coupe d'Afrique du Nord entre 1931 et 1935.
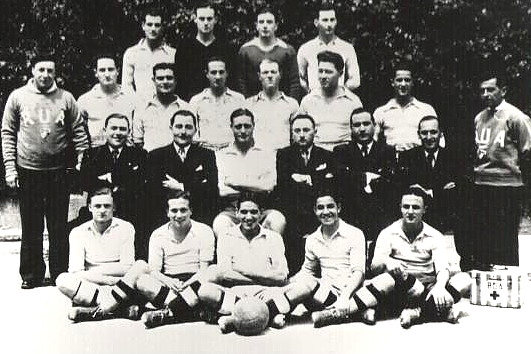
RU Alger vainqueur de la Coupe d'Afrique du Nord édition (1938-1939).
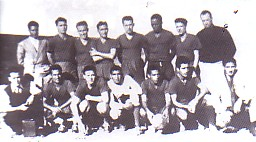
US Marocaine vainqueur de la Coupe d'Afrique du Nord édition (1947-1948).
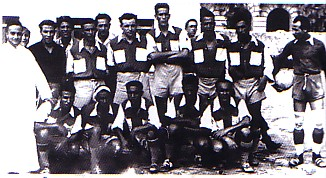
WA Casablanca vainqueur de la Coupe d'Afrique du Nord édition (1948-1949).
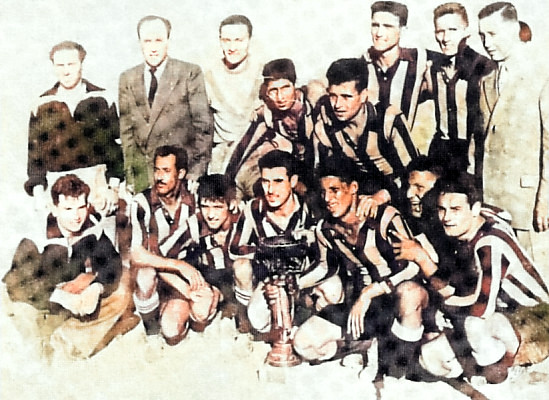
FC Blida vainqueur de la Coupe d'Afrique du Nord édition (1950-1951).
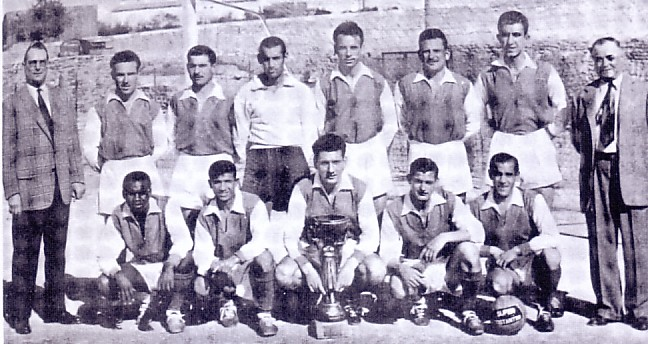
USSC Témouchent vainqueur de la Coupe d'Afrique du Nord édition (1953-1954).

Entre les années 1931 et 1956, vingt éditions de cette compétition furent disputées. Toutefois, le trophée ne fut attribué qu'à dix-neuf reprises car la dernière finale ne fut pas jouée. Le premier club vainqueur fut le CDJ Oran, basé à Oran, s'impose face au GS Alger, basé à Alger, sur le score d'un but à zéro. Le dernier club vainqueur est le SC Bel-Abbès, basé à Sidi Bel-Abbès qui s'impose face au même GS Alger, sur le score de cinq buts à trois. Ce club n'aura pas l'occasion de défendre son titre face à son rival de l'USM Bel-Abbès, l'année suivante en raison de la non tenue de cette finale.
Les clubs marocains restèrent les plus performants dans cette compétition avec sept titres obtenus dont six consécutivement entre les années 1938 et 1949, après avoir perdu dix finales dont cinq consécutives de 1932 à 1936. D'ailleurs la compétition connut même quatre finales entre deux clubs marocains et l'US Marocaine fut l'équipe qui en disputa le plus grand nombre, soit six finales qui furent quatre défaites consécutives face au CDJ Oran de 1933 à 1935 et face à l'I. Tunis en 1936; pour deux victoires en 1947 face à l'O. Hussein-Dey et 1953 face au WA Casablanca. Les clubs oranais s'illustrèrent également avec sept titres obtenus dont quatre pour le CDJ Oran, deux pour le SC Bel-Abbès et un pour l'USSC Témouchent. Si les clubs obtiennent sept titres, ils s'inclinent également à trois reprises en finale dont une lors d'une confrontation entre deux clubs oranais. La finale de l'édition 1956 qui ne fut pas disputée aurait opposé là aussi deux clubs du département d'Oran, soit l'USM Bel-Abbès et le SC Bel-Abbès, qui aurait permis d'offrir à la ligue d'Oran, un huitième titre. Les clubs algérois réalisèrent aussi de bons résultats avec quatre titres obtenus dont deux pour le RU Alger en 1932 et 1937, un pour l'AS Saint-Eugène en 1950 et un pour le FC Blida en 1952. La ligue d'Alger connut également la défaite puisque ses clubs s'inclinèrent à six reprises dont quatre pour la seule équipe du GS Alger, de plus deux finales de la compétition opposèrent deux clubs de cette même ligue. La seule victoire d'un club tunisien se déroula en 1936 lors de la victoire de l'I. Tunis. Ce sera également la seule participation pour un club de la ligue de Tunisie et la seule performance notable à ce niveau.
Les performances des clubs constantinois sont quasi inexistantes. Aucun club ne parvint en finale, les meilleurs résultats possibles sont des participations en demi-finale lors des éditions 1934 pour la JS Guelma, 1937 pour la JAC Bône, 1952 pour l'IS Mostaganem, 1953 pour le MO Constantine et 1954 pour l'ESFM Guelma.

#### Le Championnat d'Afrique du Nord junior
Comme leurs aînés, les jeunes catégories, sections des clubs existants, disposaient de compétitions régionales. Il y avait donc régulièrement des rencontres officielles dans les cinq ligues régionales et les différents championnats se disputaient âprement à tous les niveaux (minimes, cadets, juniors et réserves). Après la seconde guerre mondiale, précisément durant la saison 1946-1947, les dirigeants des ligues nord-africaines de football réunis au sein de l'union des ligues nord-africaines décidèrent de lancer une compétition équivalente au championnat d'Afrique du Nord pour la catégorie junior. Pour rappel il existait une compétition de la même catégorie avant la guerre en France, qui se déroula entre les années 1937 et 1939 mais le système était différent car copier sur le modèle de la coupe de France. D'ailleurs cette compétition réapparaîtra lors de la saison 1954-1955 et prendra par la suite le nom de Coupe Gambardella (dénomination actuelle), en hommage au président de la Fédération française de football qui décéda le 30 août 1953 des suites d'une opération.

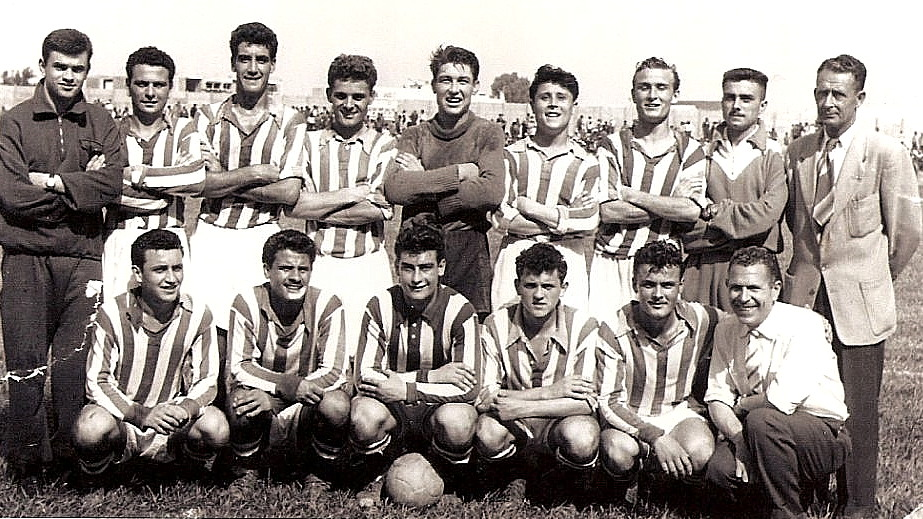
Équipe junior de l', vainqueur du Championnat d'Afrique du Nord en 1955. Photo prise avant la finale au stade Marcel Cerdan de Casablanca.

Le Championnat d'Afrique du Nord junior apparaît donc lors de l'année 1947 et aura cours jusqu'en 1956. Les règles étaient légèrement différentes que celles des seniors. Les matchs étaient des rencontres couperets qui et ne disposait ni de la règle des prolongations ni de la règle du match à rejouer. D'autre part la finale de l'épreuve se déroulait toujours en lever de rideau d'une compétition senior qui pouvait être soit un match de coupe d'Afrique du Nord, soit un match comptant pour le championnat d'Afrique du Nord, soit également une rencontre internationale entre une équipe de club européenne et une sélection de joueurs nord-africains d'une ligue ou de toute l'Afrique du Nord, etc. Une nouvelle règle apparu à cette époque qui fut celle du plus grand nombre de corner obtenus au cours d'une rencontre; règle qui fut appliquer également chez les juniors afin de départager deux équipes. Néanmoins la particularité la plus intéressante des matchs de la catégorie junior pour cette compétition résidait dans une règle qui octroie la victoire à l'équipe la plus jeune. Ainsi l'AS Saint-Eugène, lors de son premier sacre au cours de l'édition 1954 bénéficia de ce trait de règlement.
Entre les années 1947 et 1956, huit éditions seulement se déroulèrent. Il manque celle de l'année 1951 qui ne fut pas organisée et celle de 1956 qui ne fut pas jouée. Cette dernière, bien que les équipes furent qualifiées et les rencontres désignées, la période de trouble que connut cette année-là ne permit pas son organisation. Des huit éditions, les clubs marocains se montrèrent les plus efficaces avec quatre victoires, toutes casablancaises. Le RA Casablanca se montre le plus performant avec deux victoires consécutives, puis suivent l'USA Casablanca premier vainqueur de l'épreuve et le WA Casablanca. Les clubs algérois réussirent presque aussi bien avec trois victoires, dont deux pour l'AS Saint-Eugène consécutivement et une pour le GS Alger, deuxième vainqueur de l'épreuve. Enfin l'USM Oran complète avec sa victoire en 1950, la seule d'une équipe oranaise dans cette compétition. Les ligues de Constantine et de Tunisie ne compte aucun vainqueur dans cette compétition.

#### Le Championnat d'Afrique du Nord des corporations
Le 22 juillet 1922, lors d'une réunion au siège de la FFFA, le football corporatif fut clairement définit et publié dans l'organe de la fédération à travers un texte. Celui-ci déclare que: « Les épreuves corporatives sont exclusivement réservées aux membres des sociétés sportives formées dans une maison de commerce, usine ou administration ». Une nouvelle licence fut donc mise en place permettant aux seuls joueurs qui la possèdent de concourir dans le Championnat de France des Corporations, dont la première saison fut lancé en 1923-1924. Cet ancêtre de l'actuel football entreprise vit ses premières heures discrètement car seuls quatre équipes participèrent pour sa première édition. Il s'agit de la Société Sportive des Biscuits Pernots de Dijon, de l'AS Transports CRP de Puteaux, de l'US Bon Marché et Club Athlétique et Sportif des usines EFCM de Gennevilliers; ce fut cette dernière qui s'imposa et remporta le trophée. Durant la saison 1926-1927, une Équipe de France des « corporations » (ancêtre de l'Équipe de France de football entreprise) apparaît à son tour avec un premier match réussit contre la Belgique cinq buts à trois, à Lille le 24 mai 1926. Depuis ce championnat devint une coupe nationale dont le premier vainqueur fut Dunlop Sports.

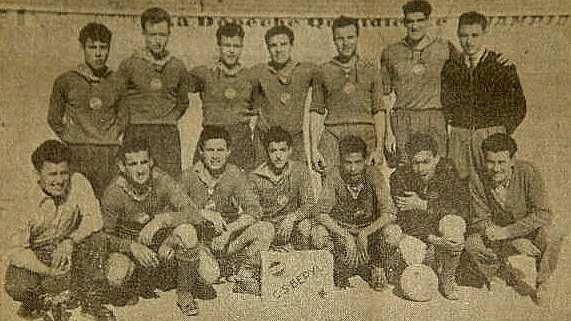
Équipe du CS Beryl d'Alger vainqueur du Championnat d'Afrique du Nord en 1954.
On reconnait de gauche à droite:
2e rang: Zitouni, Coronel, Zapata, Oliver, Vianet, Pons, Cerdan.
1er rang: Vitiello, Montel, Ouzani, Benfadah, Zaïdi, ??;??.

En Afrique du Nord ce fut différent, les ligues régionales qui étaient très bien structurées et fortement hiérarchisées se sont intéressées de très près au football corporatif, lorsque des clubs virent le jour. C'est précisément vers la fin des années 1930 qu'apparaissent des clubs issus de maisons de commerce ou d'entreprises. Le plus souvent se furent des fonctionnaires qui se regroupèrent en associations sportives à l'instar des postiers d'Alger qui eurent même l'autorisation de concourir en compétitions non corporatives. Chacune des ligues nord-africaines, possédaient en son sein une commission dite « Commission Corporative » chargée d'organiser les épreuves pour les corporations. Cette structure possédait également une compétition junior, car certaines équipes possédaient une section. Cela s'explique par le faite qu'à cette époque les jeunes travaillaient plus tôt que maintenant et donc il était tout à fait normal de voir des équipes juniors dans les clubs issus de corporation. À partir de la saison 1948-1949, l'ULNA sous la présidence de Louis Rivet, proposa l'organisation d'un Championnat d'Afrique du Nord des corporations, qui aurait lieu lui aussi en fin de saison. Le premier vainqueur fut le CATRCFA d'Oran qui conserva son bien. L'année suivante, il sera suivi du CS Bastos la fameuse firme spécialisé en tabac depuis 1867 en Afrique du Nord. Après ses trois premières victoires oranaises les clubs marocains s'illustrèrent à leur tour, avec le CSE Casablanca double vainqueur en 1951-1952 et 1952-1953. Le CS Beryl d'Alger multiple vainqueur du championnat d'Alger des corporations, remportera l'édition 1953-1954, la seule d'un club algérois dans cette compétition. L'ASM Casablanca gagnera la suivante et qui fut la dernière d'un club marocain dans cette compétition. Et enfin l'US Arsenal d'Oran, remporta la dernière édition de ce championnat d'Afrique, faisant de la Ligue d'Oranie la plus titrée dans cette compétition. À noter également qu'aucun club tunisien ou constantinois ne figurent dans le palmarès de ce championnat.

#### Les ligues régionales et leurs compétitions

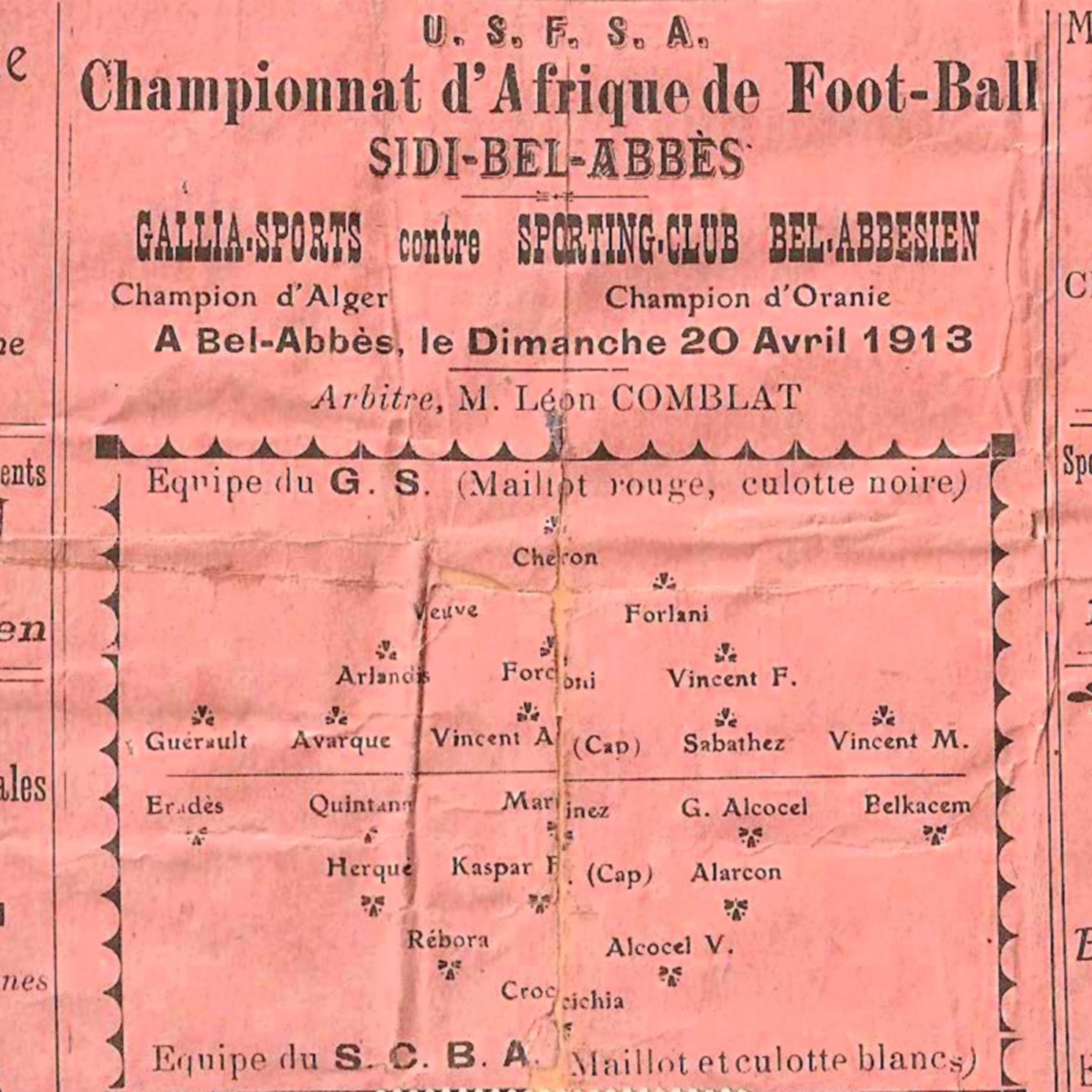
Feuille de match de la rencontre comptant pour le Championnat d'Afrique du Nord de football USFSA, entre les équipes du SC Bel-Abbès et du, paru dans l'Écho sportif de l'Oranie daté du samedi 19 avril 1913.

Les clubs des différentes ligues nord-africaines de football devaient d'abord disputer les différentes compétitions de leur ligue respectives, avant d'en découdre avec les compétitions inter-régionales. Avant les années 1910, les grandes distances entre Casablanca et Tunis ou même Tlemcen et Constantine empêchèrent l'organisation de grandes compétitions. Néanmoins, des identités se forgaient ici et là avec le temps, et des associations sportives apparurent au sein d'une même ville ou région un peu partout en Afrique du Nord. Celles-ci se retrouvaient régulièrement lors de tournois amicaux auto-organisés dont le but avant tout était la pratique du football, un sport encore très peu considéré. Ainsi par exemple à Blida, le 16 janvier 1904 une rencontre a eu lieu entre le FC Blida et l'Olympique de Tizi-Ouzou qui se solda sur le score de deux buts à un en faveur des premiers. Pour l'occasion une coupe dite "Coupe de la Jeunesse" fut offerte au vainqueur par un certain monsieur Faure, qui fit partie par la suite de la structure dirigeante du club blidéen. Ce genre de match était assez fréquent, il faudra cependant attendre l'année 1910 pour voir l'USFSA s'intéresser de très près au football dans cette région du monde soumise à l'autorité française. Cet organisme considérait ce sport plutôt comme une curiosité et attacher beaucoup plus d'importance au développement des sports athlétiques (ou athlétisme), au cyclisme, à la tauromachie, ainsi qu'à la préparation militaire. Toutefois à partir de cette année-là, un « Championnat d'Afrique » considéré comme l'ancêtre du Championnat d'Afrique du Nord, fut organisé par l'USFSA et concerner les clubs des départements d'Oran, d'Alger de Constantine et ceux de la Tunisie. Chacune de ces régions était représenté par un "Comité Régional" chargé d'organiser les compétitions footballistiques de celles-ci, sortes d'éliminatoires dont les champions concouraient pour le titre de "Champion de l'Afrique du Nord". À partir de là, une hiérarchisation du football fut mise en place avec deux divisions appelées respectivement 1re série et 2e série, ainsi qu'un système de barrage d'accession. On note également la mise en place durant l'année 1913, d'un "Championnat d'Afrique des 2e série avec la victoire finale de l'IC Oran deux buts à zéro sur le SCU El-Biar, le 25 mai 1913. Le développement des transports aériens et ferroviaires étant inexistant à cette époque il était très difficile de coordonner l'organisation d'une compétition incluant tous les départements nord-africains. Ce ne fut qu'à partir de l'année 1926 que l'on vit des clubs marocains prendre part aux compétitions inter-régionales de grandes envergures sous l'égide de l'ULNA sous tutelle de la FFFA.
Cette dernière prendra le relais de l'USFSA au début des années 1920, et poursuivra le développement du football en Afrique du Nord, en améliorant le Championnat d'Afrique du Nord et en proposant d'autre compétitions telles que la Coupe d'Afrique du Nord qui apparut en 1930, le tournoi des sélections régionales et la mise en place d'une sélection des meilleurs joueurs nord-africains, le Championnat d'Afrique du Nord de la catégorie junior qui n'apparut qu'en 1947 et le Championnat d'Afrique du Nord des corporations qui apparut lui aussi tardivement en 1949. À noter également que depuis la prise en main de l'ULNA, le football nord-africain connut quelques crises à commencer par le retrait de la ligue tunisienne entre 1927 et 1937 qui s'était plainte de « la partialité » des arbitres des ligues algériennes à la suite de la défaite de la sélection régionale de Tunisie face à celle d'Oran. L'ULNA eut également à traiter le cas du Maroc, inexistant aux yeux de l'ex USFSA, qui demandait depuis des années à intégrer les instances nord-africaines du football et ses compétitions, ce qui sera chose faite au cours de l'année 1926. Lorsque la France déclara la guerre à l'Allemagne Nazie durant la seconde guerre mondiale, la mobilisation générale fut décrétée, l'heure n'était donc plus à la pratique du sport. Par solidarité avec la métropole l'union des ligues décida de l'arrêt des compétitions footballistiques dans les cinq départements nord-africains; si les ligues suivirent cet ordre on note toutefois que des critériums non officiels auto-organisés par certains clubs eurent lieu entre les années 1939 et 1941. Quand la France fut défaite par l'Allemagne Nazie au terme ce que les historiens qualifient de "Drôle de guerre" et qu'un armistice fut signé en la personne du Maréchale Pétain, la vie reprit son cours normal un temps. Ce fut l'occasion pour l'ULNA de réactiver les compétitions footballistiques pour un court moment, car en 1943 un débarquement allié eut lieu sur les rivages de l'Afrique du Nord avec comme but le recrutement d'un contingent important, dont certains joueurs, en vue de poursuivre la guerre contre l'Allemagne. Face à cette situation l'ULNA n'a d'autre choix que de décréter à nouveau l'arrêt de ses compétitions pour soutenir l'effort de guerre; toutefois elle autorisa aux ligues régionales de football la poursuite de leur championnat jusqu'à ce que la situation en Europe se décante. À la fin de la guerre de nouvelles crises surviennent malgré les festivités de la victoire. Tout d'abord il y a les événements survenus lors de manifestations nationalistes en Algérie réprimés dans la violence par les forces de l'ordre qui fit de nombreux morts à Sétif, Guelma et Kherrata. Cet événement jugé comme une "attaque contre la sûreté de l'état" entraîna l'interdiction à tout musulman de créer une association culturelle ou autre car ce fut à travers l'une d'elles qu'une manifestation de ce genre eut lieu. Il faudra attendre l'année 1946 pour voir apparaître de nouveau des clubs musulmans de football en Algérie. Ces faits ne concernèrent pas indirectement l'ULNA, en revanche elle prit clairement position sur la situation des clubs au sortir de la guerre, dont le conflit concernait les résultats sportifs. En effet, les différentes ligues régionales de football ne savaient pas s'il fallait prendre en compte les résultats de 1939 année de la dernière compétition ou bien ceux de 1945 année de la dernière année de critérium de guerre, pour constituer les championnats de la saison 1946-1947.

## Le football des jeunes et son encadrement
En Afrique du Nord, le football était si bien implanté qu'il concernait tout le monde. Autrement dit il y avait des équipes de football masculines et féminines mais également différentes catégories de jeunes. Ces dernières étaient encadrées sous deux formes bien distinctes. Il y avait les clubs qui disposaient eux-mêmes de plusieurs catégories de jeunes. Ils les encadraient et les formaient en vue tout d'abord de les faire participer à des compétitions de jeunes, pour ensuite les inclure progressivement avec le temps dans leurs effectifs senior. Puis il y avait le football d'établissements scolaires provenant d'USEP, dont les effectifs reposaient essentiellement sur les différentes écoles d'une même ville ou d'un même quartier, parfois même d'un seul et même département, et dont les tournois étaient essentiellement inter-scolaires ou inter-universitaires. 

### Les sections de jeunes catégories dans les clubs
La grande majorité des clubs qu'ils fussent colons ou musulmans formaient leurs propres joueurs provenant des quartiers ou des communes dont ils étaient eux-mêmes originaires. Ils possédaient alors des équipes de jeunes, de différents âges, allant parfois de la plus basse la catégorie « Pupille » (aujourd'hui connu sous le nom de Poussins, les moins de onze ans) à la plus haute catégorie « Junior » (aujourd'hui connu sous le même non, mais qui à l'époque concernait les moins de dix-huit ans). Au début, ces jeunes étaient pour la plupart recrutés directement dans leur zone de résidence; plus tard se furent les ligues elles-mêmes qui organisèrent des campagnes de détections des pupilles avec la participation de dirigeants de clubs et de sélectionneurs des ligues, tel Ponsetti sélectionneur de l'Équipe d'Alger.
Les compétitions de jeunes étaient réellement prises au sérieux et l'encadrement de base se faisait déjà au plus haut niveau à commencer par les présidents de clubs qui n'hésitaient à consacrer de leurs temps, tel le regretté Fernand Sastre qui alla jusqu'à accompagner les minimes de son club, l'AS Kouba. Les entraîneurs s'intéressèrent aussi de près aux catégories de jeunes, à l'exemple de Rebibo entraîneur du SC Bel-Abbès qui participait également à l'encadrement des compétitions régionales de la ligue d'Oran des catégories minimes, cadets et juniors. Il est compréhensible qu'avec un tel encadrement autour des équipes de jeunes composé de dirigeants ou d'entraîneurs spécialement affectés, la pratique du football ne pouvait être qu'encouragée et les talents s'affirmer naturellement.
Quand le football nord-africain s'affirma davantage avec la création de compétitions réglementées par chacune des ligues au début des années 1920, les associations sportives s'engagèrent dans une réelle politique de formation des jeunes. Le but avant tout était d'assurer une relève et une continuité des performances des clubs en d'étoffant leurs effectifs. 
L'encadrement des jeunes était vraiment prise au sérieux, les dirigeants des clubs les plus anciens mirent en œuvre leurs politiques de formations à tel point que nous pouvons les qualifier d'école de football. Après la guerre de 1945, et surtout durant les années 1950, on assiste dans toute l'Afrique du Nord à la création de nombreux centres de formations. À cette époque, l'Oranie département très ancien en ce qui concerne la pratique du football, fut l'un des plus grands viviers des jeunes footballeurs. Le CAL Oran, doyen des clubs nord-africains disposait d'une très belle structure encore présente de nos jours dans l'ancien quartier israélite Derb El Houd, au pied du fort Saint André, siège de son école de football. Les infrastructures avaient été bâtit par le colonel Louis Ecalpez pour les jeunes de Saint-Antoine, et le premier entraîneur de ceux-ci Antoine Munoz y façonna ses premiers talents. Ces écoles comme celle du CALO permirent l'éclosion de talents qui s'affrontaient régulièrement lors de rencontres officielles dans les cinq ligues régionales

## Le football féminin en Afrique française du Nord
Quand le sport réglementé par des organismes français fit son apparition en Afrique du Nord, celui-ci concerna aussi bien la gent masculine que féminine. À l'exemple de leurs compagnons, les femmes européennes, puis un peu plus tard les nord-africaines de souche, se sont tout de suite mises au sport et donc au football. Cette région du monde fut donc l'une des plus en avance sur son temps concernant la condition des femmes à travers le sport, contrairement en métropole.
Lorsque l'on évoque le football nord-africain, on sait que celui-ci apparaît à l'époque coloniale avec la création de plusieurs clubs dans la ville d'Oran en Algérie tel que le CAL Oran fondé en 1897, jusque-là considéré comme le plus ancien club de football à la fois au Maghreb et en Afrique. Les femmes suivirent le pas de leurs homologues masculins et se mirent au football dès le début du XXe siècle avec la création de sections féminines au sein même de ces clubs. Si cela se fait naturellement en Afrique française du Nord en France en revanche cela s’avéra être plus compliqué.

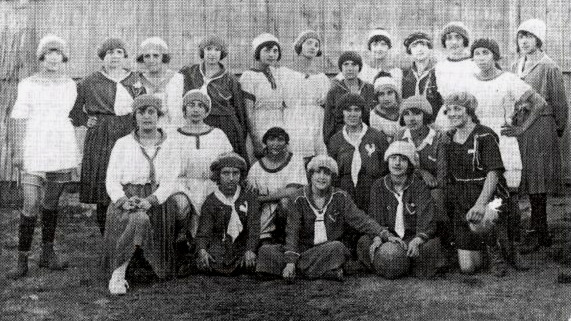
Rencontre de football féminin à l'occasion de l'Exposition d'Alger, les 7 mai 1921 et 8 mai 1921, entre les équipes de l' (en blanc) et du GC Oran (en vert).

En France des équipes féminines de football apparaissent indépendantes des clubs masculins existants. On peut signaler la naissance du Fémina Sport Paris club omnisports entièrement féminin durant l'année 1912 ; mais aussi de l'En Avant autre club parisien fondée la même année, ainsi que les Sportives de Paris vers la fin des années 1910. Très peu considérées en France, ces équipes parisiennes se noient dans le chaos du football français qui régnait à cette époque, qui rappelons-le était régi par cinq fédérations différentes proposant chacune un championnat. Afin d'exister, ces équipes eurent l'idée de créer une fédération : la fameuse « Fédération des sociétés féminines sportives de France ».
En réalité cette structure naquit d'un différend ayant opposé le baron Pierre de Coubertin fondateur des Jeux olympiques modernes et d'Alice Milliat présidente de la fédération féminine. Celui-ci ainsi que le Comité international olympique refusèrent d'intégrer des athlètes féminines pour les jeux. À la suite de cela la fédération fût créée avec pour objectif la promotion du sport féminin, en organisant par exemple les jeux mondiaux féminins. En ce qui concerne le football, cette fédération organisa un championnat qui eut lieu de 1918 à 1932, soit quinze saisons, avant d'être abandonné.
Cette « guerre des sexes » qui freina le développement du football féminin en France n'eut pas les mêmes conséquences en Afrique du Nord, où le public avait accepté la pratique de ce sport par la gent féminine. La première rencontre de football féminin a eu lieu en Algérie, le 8 mai 1921 lors de l'exposition d'Alger. Cette rencontre opposa deux sections féminines de deux clubs doyens que furent l'AS Alger et le GC Oran, créés tous deux en 1906. On peut donc considéré que le football féminin nord-africain même d'époque coloniale fait partie des pionniers, quand on sait que la première rencontre internationale en Europe eut lieu une année auparavant, à Manchester durant l'année 1920 entre une équipe de Preston et une sélection française (score 0-2), avec un match retour à Paris (score 1-1) devant douze mille personnes.
Le football féminin en France qui disparut en 1932, date en réalité de la dernière édition du Championnat de France de football féminin FSFSF, qui ne réapparaitra qu'à partir de l'année 1974, sous l'égide de la FFF. Au Maghreb ce fut quelque peu différent, chaque ligue organisait en son sein un championnat féminin de football, mais il n'existait pas de grandes compétitions inter-régionales comme leurs homologues masculines, et s'arrêta suivant les indépendances du Maroc, de la Tunisie et de l'Algérie. Il réapparaîtra au Maghreb, en Algérie, durant l'année 1979 à l'occasion d'un match de gala entre la formation d'Hussein-Dey (l'U. Hussein-Dey) et l'association des équipes de Tiaret et Frenda.

## Les sélections françaises et nord-africaines
Dès que le football nord-africain s'organisa en compétition, d'abord sous l'égide de l'USFSA au tout début du XXe siècle puis sous celle de la FFFA à partir des années 1920, des sélections des meilleurs joueurs dans les ligues apparurent par la suite. Celles-ci s'affrontaient fréquemment lors de joutes amicales durant les années 1910, puis beaucoup plus tard ce fut lors du Tournoi des Ligues organisé par l'ULNA. Le niveau nord-africain fit d'énorme progrès à tel point qu'il pouvait aisément rivaliser avec celui de la métropole, faisant de l'Afrique du Nord, l'un des plus importants viviers de footballeurs pour les sélections françaises.

### L'équipe de France B

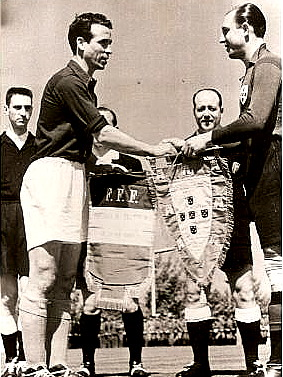
Rodriguez de France B échange les fanions avec son homologue de Portugal B le 13 mai 1951, à Lisbonne.

l'Équipe de France B était considéré à cette époque comme la réserve de l'Équipe de France A et la quasi majorité des joueurs sélectionnés devait faire leurs preuves dans celle-ci. La plupart des internationaux nord-africains se devait donc de faire leurs armes dans cette sélection pour espérer gagner une place dans l'équipe A. Seule une vingtaine accéda directement en équipe A.Parmi les plus habitués de cette sélection, trois oranais furent très demandés avec plusieurs capes alors qu'ils n'ont évolué qu'une seule fois en équipe A. Il s'agit des belabbèssiens Sauveur Rodriguez sélectionné six fois qui fut également capitaine de cette sélection au même nombre de capes, d'Emmanuel Aznar sélectionné à deux reprises; et du mascaréen Manuel Garriga qui compte lui aussi six sélections.
Vingt-sept joueurs nord-africains furent donc sélectionnés à la fois dans les équipes de France A et B. À cela si l'on rajoute les onze joueurs nord-africains qui ne l'ont été qu'en Équipe de France B, le nombre total s'élève donc à trente-huit joueurs. Rappelons également que lorsque l'équipe de France espoirs (sélection aujourd'hui considéré comme l'antichambre de l'équipe de France) apparut en 1952 et qu'elle vainquit son homologue anglaise sur le score de sept buts à un, Jean-Pierre Alba sociétaire alors du Stade français fut le seul joueur d'origine nord-africaine (d'El Hadjar plus exactement) à être sélectionné.

### L'équipe de France militaire
Dès la fin de la 1re guerre mondiale, l'équipe de France militaire apparaissait à son tour dans les rencontres internationales. Durant l'été 1919, la France organisa à Paris au Stade Pershing pour la première et unique fois, les jeux interalliés. Ces jeux qui regroupèrent huit nations réparties en deux groupes, se déroulèrent du 22 juin 1919 au 6 juillet 1919. L'équipe de France militaire de football après avoir vaincu ses adversaires que furent: l'Italie par deux buts à zéro, la Grèce par onze buts à zéro et la Roumanie par quatre buts à zéro; perdit la finale face à la Tchécoslovaquie sur le score de trois buts à deux.
Depuis ces jeux, la France affrontait régulièrement chaque année trois équipes européennes: l'Allemagne, la Belgique et la Grande-Bretagne dans un tournoi appelé Challenge Kentish. Si l'on prend la période allant de l'année 1919 à 1962, on constate que l'équipe de France militaire remporta ce challenge à douze reprises dont la première victoire date de 1934. Outre le Challenge, la France participa également durant cette période à plusieurs phases finales de la coupe du monde et fut sacrée championne du monde à trois reprises durant les éditions 1948 au Danemark, 1949 en France et 1957 en Argentine.
Certains joueurs nord-africain durant cette période participèrent à la

### L'équipe de France olympique

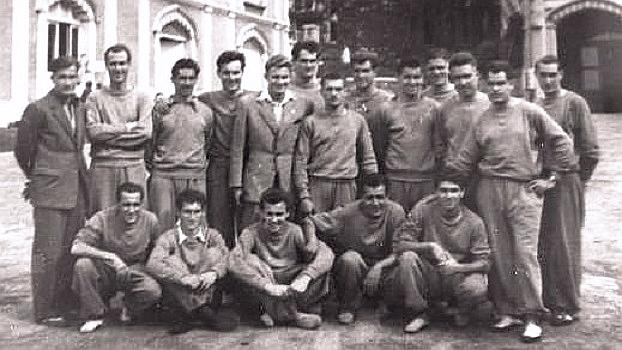
Équipe de France olympique en préparation à Reims, avant les Jeux olympiques. On reconnait de gauche à droite au 1er rang Hamoutène et au 2e rang Ducousseau.

Le football apparut pour la première fois aux Jeux olympiques lors de l'édition 1908 à Londres, soit exactement quatre ans après la création de la FIFA. À la suite de cette participation initiale en tour préliminaire, la France concours également six autres fois entre les années 1920 et 1960. Durant cette période douze joueurs nord-africains furent sélectionnés mais ne participèrent qu'à une seule édition pour la plupart.
Ainsi lors des Jeux olympiques de 1920 à Anvers, l'équipe de France olympique atteint les demi-finales de la compétition et s'inclina quatre buts à un face à la Tchécoslovaquie. Dans cette équipe furent sélectionnés les trois joueurs du FC Blida, Chesneau, Bonello et Salvano. Lors des Jeux olympiques de 1924 à Paris, l'équipe de France est éliminé en quart-de-finale face au futur vainqueur l'Uruguay sur le score de cinq buts à un en ayant aucun nord-africain sélectionné. Les Jeux olympiques de 1928 qui suivirent et eurent lieu à Amsterdam, seul Villaplane sera sélectionné et participa à la défaite de l'équipe de France qui fut éliminée dès le tour préliminaire par l'Italie sur le score de quatre buts à trois.
Après la seconde guerre mondiale, les Jeux olympiques de 1948 se déroulèrent une nouvelle fois à Londres. Cette fois-ci l'équipe de France parvient au deuxième tour de la compétition mais fut stoppée par le pays hôte sur le score étriquée d'un but à zéro. Dans cette équipe furent sélectionnés: Hamoutène sociétaire du MC Alger et qui reste à ce jour le premier algérien indigène à évoluer en équipe de France; l'accompagnent le tunisien Ducousseau et le marocain Bottini qui s'était fait remarquer en Sélection de la Ligue du Maroc. Aux Jeux olympiques de 1952 à Helsinki, la France s'arrêta face à la Pologne en tour préliminaire sur le score de deux buts à un. Le jeune Oliver natif de Mostaganem qui fera partie plus tard de l'aventure des Bleus à la Coupe du monde 1958, fut sélectionné dans cette équipe ainsi que Zitouni sociétaire de l'AS Cannes qui lui, bien que sélectionné pour la même coupe du monde, rejoindra plutôt les rangs de l'Équipe du FLN. Et enfin à Rome lors des Jeux olympiques de 1960, la France qui figura dans le groupe quatre subit une humiliante défaite sept buts à zéro face à la Hongrie, après avoir vaincu le Pérou deux buts à un et tenu en échec par l'Inde un but partout. Trois joueurs nord-africains furent de l'aventure il s'agit des joueurs Ahmed, Barrato et Gonzales.

### L'équipe de France universitaire

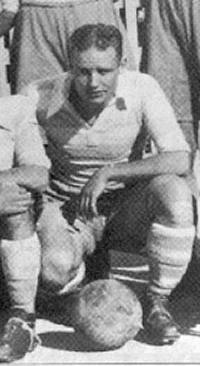
Roger Couard, ici en 1939 au RU Alger.

La France participa aux rencontres internationales universitaires à travers deux compétitions: les Universiades organisées par la FISU (de 1927 à 1925) et les jeux de l'UIE organisés par l'Union internationale des étudiants (de 1939 à 1954). Le football universitaire en compétition universiades fut souvent dominé par les italiens qui les gagna à quatre reprises. L'une de leurs victoires finales se déroula à Paris en 1947 devant l'équipe d'Égypte universitaire sur le score de trois buts à deux. Pour ces mêmes jeux de l'UIE, on ne note qu'une seule participation de l'équipe de France universitaire, lors de l'édition 1949 qui a eu lieu à Budapest et se plaça à la deuxième place.
Rares furent les nord-africains de naissance sélectionnés dans cette équipe. Seul le joueur Raymond Lorenzo né en Algérie, fut sélectionné en équipe de France universitaire. Toutefois il existait des clubs de football au sein d'université qui fournissait de grands talents. Ainsi le Racing Universitaire d'Alger, disposait notamment des frères Couard dont Raymond sélectionné en équipe de France Universitaire et capitaine en 1939 lors des championnats du monde universitaires, édition interrompu pour cause de guerre. Il y avait également Yves Samuel sociétaire du même club qui fut retenu plusieurs fois en sélection universitaire à l'échelle régionale et nationale.

### La sélection d'Afrique du Nord

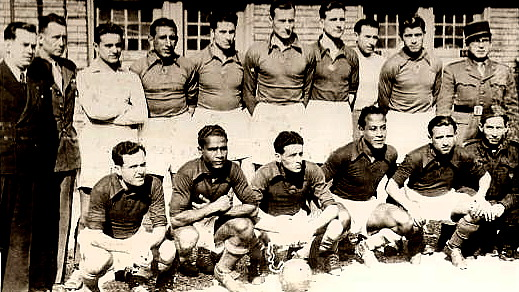
Sélection d'Afrique du Nord en 1945
on reconnait de gauche à droite
1er rang : Phillipot, Nemeur, Ponsetti, Firoud, Camarata, Fabrega;
au 2e rang : Reboul, Baron (entraîneur), Landi, Amar, Daham, Jasseron, Salva, Rodriguez, Ben Arab, Loffredo (dirigeant).

Durant la période coloniale, le football nord-africain connut une grande popularité car bien développé dans l'esprit des jeunes. Son niveau évolua considérablement au point que dans les années 1920, il se hissa rapidement à celui de la métropole. Les organismes de football en Afrique du Nord ne tardèrent donc pas à former une sélection des meilleurs joueurs de football issus des cinq grandes ligues nord-africaines. À divers occasion donc, la sélection d'Afrique du Nord réunissait des joueurs évoluant dans les différents clubs nord-africains, voire en métropole, et disputait des matchs de gala de bienfaisance ou des tournois internationaux non officiels. Celle-ci n'avait aucune légitimité et ne pouvait donc participer qu'à des rencontres amicales, le plus souvent face à l'équipe de France A et l'équipe de France B. 
La sélection réalisa parfois de bonnes performances, ce fut le cas à Sète en 1925 où elle vainquit l'équipe de France sur le score de deux buts un, alors que le football français qui allait devenir professionnel était considéré comme l'un des plus performants à cette époque. En 1948 à Bordeaux on note la victoire étriquée de l'Équipe de France amateur face à la sélection d'Afrique du Nord dirigé par Gaston Barreau, sur le score de trois buts à deux. Cette rencontre qui eut lieu en prélude des Jeux olympiques de 1948 permit aux joueurs Mercurio, Bottini, Hamoutène et Decousseau d'être présélectionnés pour les jeux de Londres.
La rencontre la plus mémorable fut sans doute celle du 7 octobre 1954 au Parc des Princes à Paris, qui réunissait la sélection d'Afrique du Nord face à l'équipe de France, au profit des sinistrés du tremblement de terre d'Orléansville (actuelle Chlef), en Algérie qui eut lieu le 9 septembre 1954. Face à la sélection française entraînée par le duo Pibarot-Wartel et composée de grands internationaux qu'étaient Remetter, Jonquet, Kopa, Ujlaki, Jean Vincent et Dereuddre ; les Nord-Africains développèrent un grand football sous la houlette de leur meneur de jeu marocain Ben Barek. Ce dernier évolua dans un registre de très haut niveau qui fit taire ses détracteurs, qui ont tout fait pour lui fermer les portes de l'équipe de France pendant six ans. Sa remarquable prestation lui valut d'ailleurs une dix-septième convocation à l'âge de quarante ans, pour le match contre l'Équipe de RFA qui se déroula à Hanovre et se solda par une victoire trois buts à un. La rencontre de charité organisée au profit des sinistrés permit de voir d'autres joueurs nord-africains en action tels que les algériens Zitouni et Boubekeur sociétaires de l'AS Monaco, les marocains Mahjoub du RC Paris et Abderrezak de l'OGC Nice. Le public parisien impressionné et admiratif, acclama cette sélection victorieuse de l'équipe de France sur le score de trois buts à deux
À propos des joueurs sélectionnés dans l'équipe d'Afrique du Nord, il faut savoir que la plupart des internationaux français natifs du Maghreb ont la plupart évolué dans cette sélection avant de prétendre aux équipes de France A et B. À l'image de Dechizeaulx appelé en sélection d'Afrique du Nord à l'âge de dix-neuf ans avant de se faire remarquer en équipe de France B. D'autres joueurs tels les Firoud et Jasseron furent sélectionnés en 1945 avant d'évoluer en l'équipe de France A et les Couard et Oliver le furent également durant l'année 1950 avant qu'ils connaissent eux aussi l'équipe de France B.

## Les stades de football

### Algérie

#### Oran
Les premiers clubs du Maghreb ont fait leurs apparition à Oran à la fin du XIXe siècle. Ainsi le Club des Joyeusetés créé le 14 avril 1894 ou le Club Athlétique Oranais créé le 5 février 1897 évoluaient dans les stades de CALO, Magenta et autres.
En 5 mai 1957, est inauguré le plus grand stade d'Afrique du Nord, le Stade Henri Fouquès-Duparc d'une capacité de 40.000 places.

#### Alger
L'Association Sportive Saint Eugènoise (ASSE), créée le 1er janvier 1908, recevait ses adversaires sur la pelouse du stade communal dont elle avait la priorité, le Mouloudia Club d'Alger (MCA) et l'Olympique musulmane de Saint-Eugène devaient se contenter des quelques créneaux que lui laissait l'équipe pied-noire qui était favorisée par l'administration coloniale.
Le stade communal de Saint-Eugène fut construit en 1935 et son architecture faisait de lui l'un des plus beaux stades de son époque. Il avait été construit au départ avec deux tribunes latérales et une salle des fêtes.

### Galerie photos

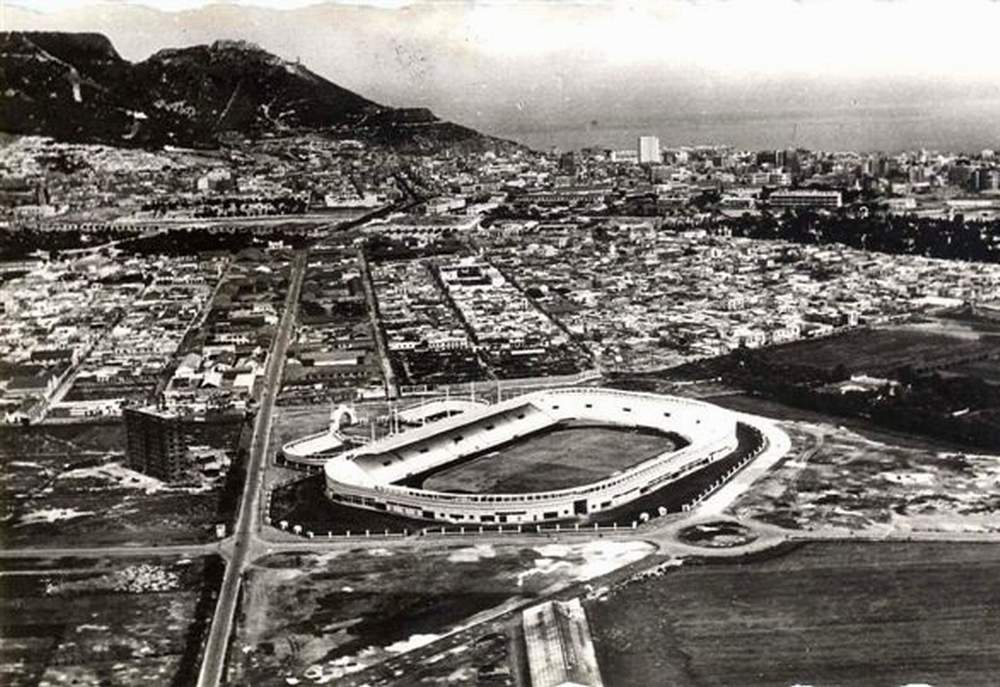
Stade Henri Fouquès-Duparc (Oran)
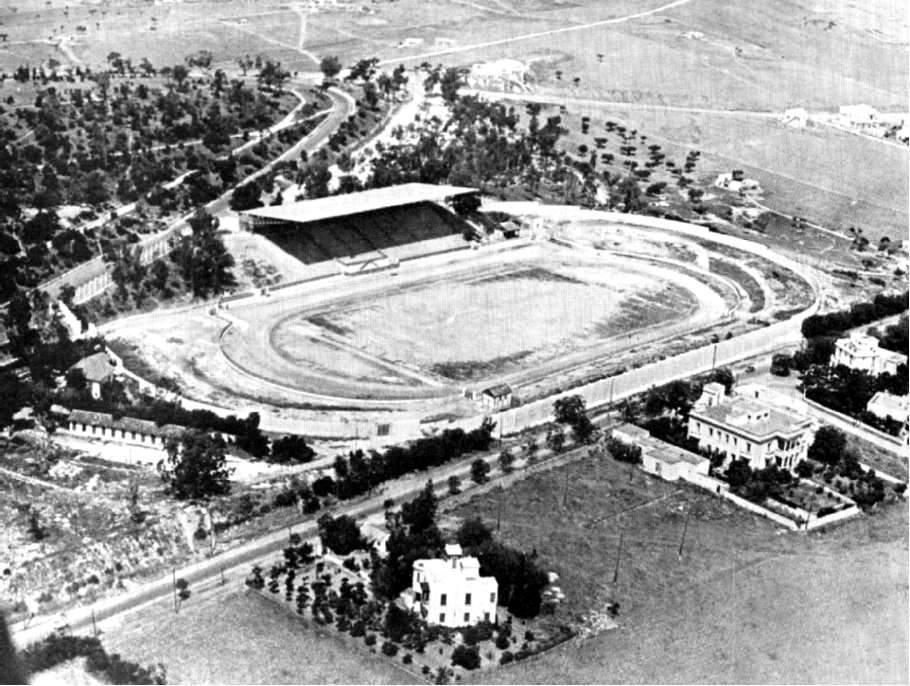
Stade Géo-André (Tunis)

## Sources
: sources utilisées pour la rédaction de l’article
Périodiques
(fr) Alger Football, Bulletin hebdomadaire de la Ligue d'Alger de football, "Imprimerie Nord-Africaine", le Gérant: Nicolas Lofredo, Alger, daté du vendredi 7 juillet 1950 No 1169, au vendredi 23 mars 1956 No 1430.
(fr) Algérie Football, Organe officiel de l'Union des ligues algériennes de football, "Imprimerie Gaudet-Alger", le Gérant: Marcel Wendel, Alger, daté du vendredi 14 décembre 1956 Bulletin No 2, au samedi 30 juillet 1960 Bulletin No 8.
(fr) Algérie Football, Organe officiel du Comité d'Organisation et de Liaison des Ligues Algériennes, "Imprimerie Gaudet-Alger", le Gérant: Marcel Wendel, Alger, daté du jeudi 15 septembre 1960 No 1, au samedi 14 octobre 1961 No 10.
(fr) Ach Chabab, La Revue Sportive et Artistique de la Jeunesse Musulmane Nord-Africaine, "Imprimerie Alger-Républicain", le Gérant: Ahmed Seri, Alger, daté du samedi 3 janvier 1948 No 1, au samedi 10 avril 1948 No 8.
Internet
- (fr) INA, Finale de la Coupe d'Afrique du Nord (1950-1951)
- (fr) UDAFAN, Blog de L'Union Des Anciens du Football d'Afrique du Nord